# Kamčatski kovačnik
Kamčatski kovačnik ali sibirska borovnica (znanstveno ime Lonicera caerulea var. kamtschatica) je različek modrega kosteničevja iz severovzhodne Azije. Obstaja več sort, ki jih gojijo zaradi užitnih sočnih plodov.

## Ime
Pričakovano poimenovanje je kamčatsko kosteničevje, vendar se je v poljudni literaturi uveljavil izraz kamčatski kovačnik ali tržno ime sibirska borovnica, saj okus in barva plodov spominja na borovnice. Zaslediti je tudi izraza kamčatska jagoda in majska jagoda (po nem. Maibeere), ker nekatere sorte dozorijo že maja, pred vrtnimi jagodami. Različek se žargonsko imenuje tudi kamčatka.

## Rastne zahteve
Rastlina je nezahtevna in odporna proti boleznim, uspeva tudi na nekisli podlagi. Dobro prenaša nizke temperature, tudi med cvetenjem. Plodove rade jedo tudi ptice.  

## Sorte
- Amphora
- Atut
- Aurora
- Bakcarskaya 
- Bakčarski velikan 
- Blue Welvet
- Docz velikan 
- Duet 
- Gordost Bakczara 
- Honeybee
- Ice Bear
- Indigo 
- Jolanta 
- Jugana
- Karina 
- Krupnopladnaya
- Leningrajski velikan
- Morena
- Nimfa
- Silginka
- Siniczka
- Sinoglaska
- Sybiracka
- Tomiczka
- Vostorog
- Wojtek
- Zojka